# Kristian Hellström
Kristian Hellström (Estocolmo, Suecia, 24 de julio de 1880 - Ibid., 14 de junio de 1946) fue un atleta sueco, especialista en la prueba de 1500 m en la que llegó a ser medallista de bronce olímpico en 1906.

## Carrera deportiva
En los JJ. OO. de Atenas 1906 ganó la medalla de bronce en los 1500 metros, llegando a meta tras el estadounidense James Lightbody (oro) y el británico John McGough (plata).